# Olho da Providência

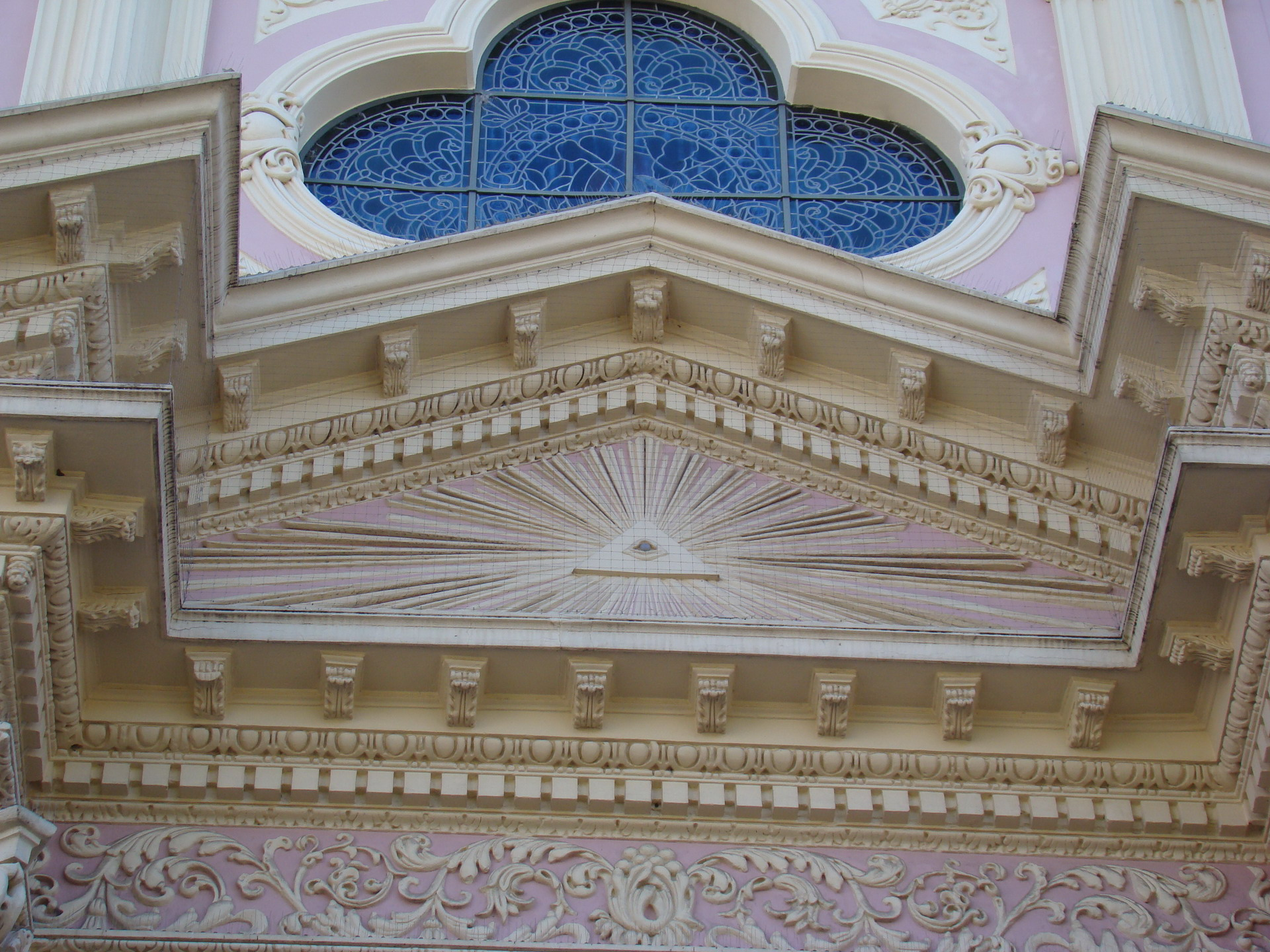
O Olho da Providência no frontão da Catedral de Salta

O Olho da Providência é um símbolo exibindo um olho cercado por raios de luz ou em glória, muitas vezes dentro ou em cima de um triângulo ou de uma pirâmide. Costuma ser interpretado como a representação da divina providência, o olho de Deus observando a humanidade.
Originalmente um símbolo cristão, os primeiros exemplos conhecidos de seu uso podem ser encontrados na arte religiosa da Renascença para representar Deus.

## Origem

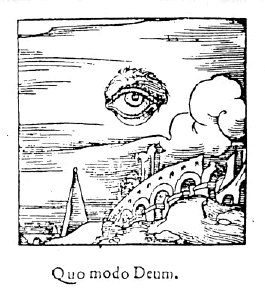
Alquímica em entalhe de madeira, mostrando o Olho que Tudo Vê de Deus flutuando no céu

O Olho de Rá, a principal divindade dos egípcios, também chamado de Olho de Hórus

Os primeiros exemplos conhecidos de seu uso como um símbolo da cristandade podem ser encontrados na arte religiosa da Renascença para representar Deus, conforme pode ser percebido na pintura "Ceia em Emaús", pintada pelo renascentista Pontormo, em 1525. Uma outra mostra de seu uso pela cristandade encontra-se no livro de emblemas chamado Iconologia, publicado pela primeira vez em 1593.
Na sua forma atual, o símbolo apareceu primeiro no oeste durante o século XVII e XVIII, porém, muitos artigos e pessoas confundem o "Olho que Tudo Vê" com as representações da Mitologia Egípcia, no Olho de Hórus. Em descrições do século XVII, o "Olho da Providência" algumas vezes aparece rodeado de nuvens.

## Simbolismo e significados
Quando da sua criação, o criador usou símbolos religiosos previamente existentes para desenhar o Olho da Providência. Acredita-se que cada símbolo utilizado tenha os seguintes significados:
- O olho representa um sinal da vigilância compassiva de Deus sobre a humanidade.
- O triângulo simboliza a Santíssima Trindade Cristã.
- Os raios de luz são um sinal preexistente do brilho de Deus na iconografia cristã.

## Cultura dos Estados Unidos
Em 1782, o Olho da Providência foi adotado como parte do simbolismo no verso do Grande selo dos Estados Unidos da América. O Olho foi introduzido pelo comitê original do projeto em 1776, e foi desenvolvido de acordo com as sugestões do consultor artístico Pierre Eugene du Simitiere.
No selo, o Olho é cercado pelas palavras Annuit cœptis, querendo dizer "Ele [o Olho da Providência] é favorável aos nossos empreendimentos" (tradução livre). O Olho está posicionado acima de uma pirâmide inacabada com treze passos, representando as treze colônias. A combinação sugerida seria a de que o Olho favorece a prosperidade dos Estados Unidos.
O Grande Selo é usado para endossar documentos oficiais dos Estados Unidos. Como tal, é reproduzido, junto com o Olho da Providência, nas costas de cada nota de 1 dólar. 

## Maçonaria
O Olho que Tudo Vê também aparece como parte da iconografia da Maçonaria. O Olho que Tudo Vê é então um lembrete para os Maçons de que sempre são observados pelo Grande Arquiteto do Universo, ou GADU. Tipicamente o Olho Maçônico da Providência tem um semi-círculo de luz sob o olho — frequentemente com os raios incidindo para baixo. Às vezes, um triângulo é incluído ao Olho, mas isto é visto como uma referência à preferência do Maçom para o número três em numerologia. Outras variações do símbolo também podem ser achadas, com o olho sendo substituído pelas letras ‘G’, representando o Grande Arquiteto.
A primeira referência Maçônica oficial ao Olho está em O Monitoramento Maçônico por Thomas Smith Webb em 1797, alguns anos depois que o Grande Selo foi projetado. O uso Maçônico do Olho em geral não incorpora uma pirâmide, embora o triângulo seja incluído freqüentemente e é interpretado como sendo parte.

## Cao Dai
Uma nova seita religiosa no Vietnam chamada Cao Dai, bem como outros tipos de seitas, usam o Olho (especificamente, o  olho esquerdo) dentro de um triângulo para representar Deus.

## Uso atual

Olho da Providencia na nota de um dollar

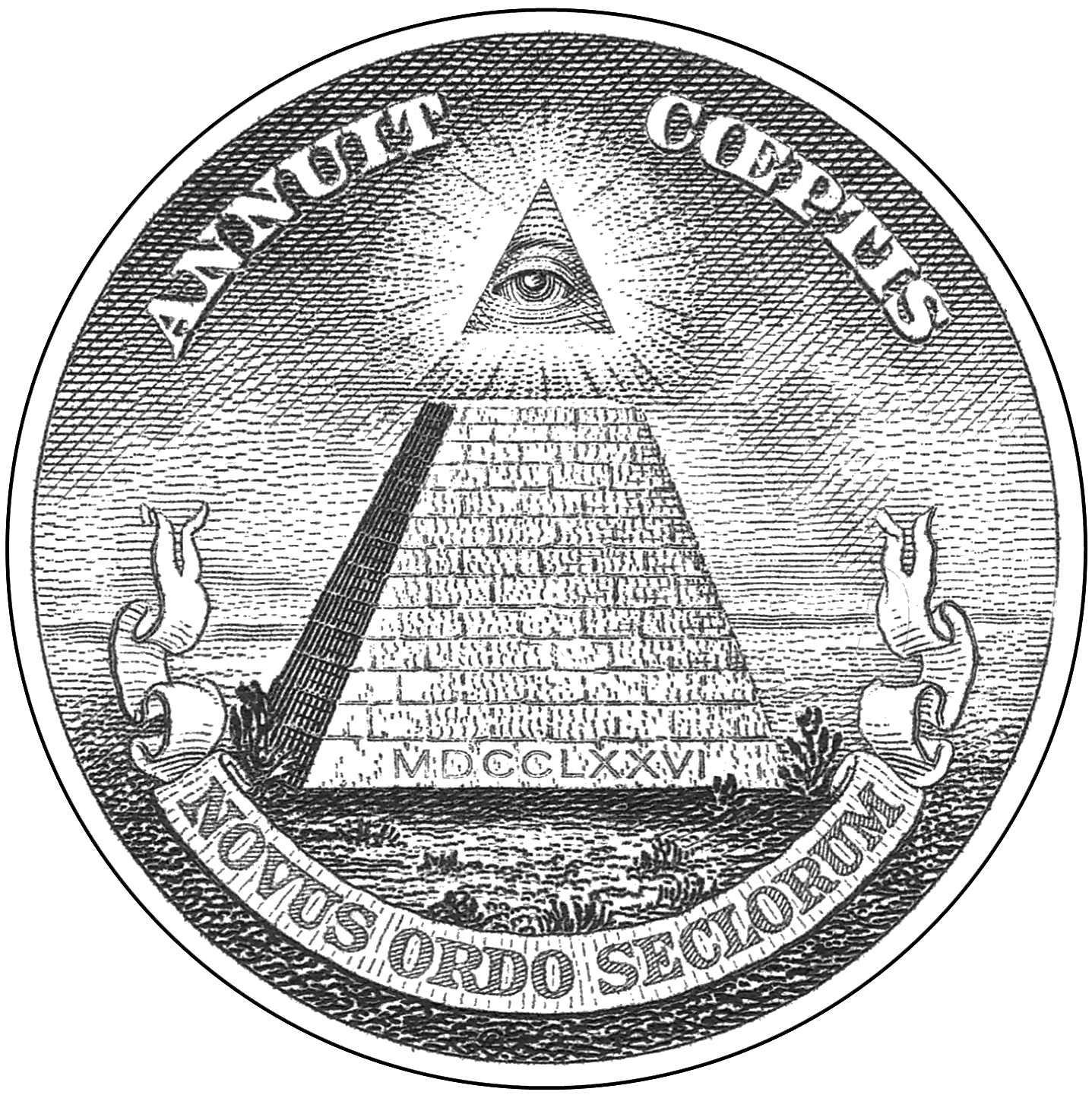
O Olho da Providência no Grande Selo dos Estados Unidos

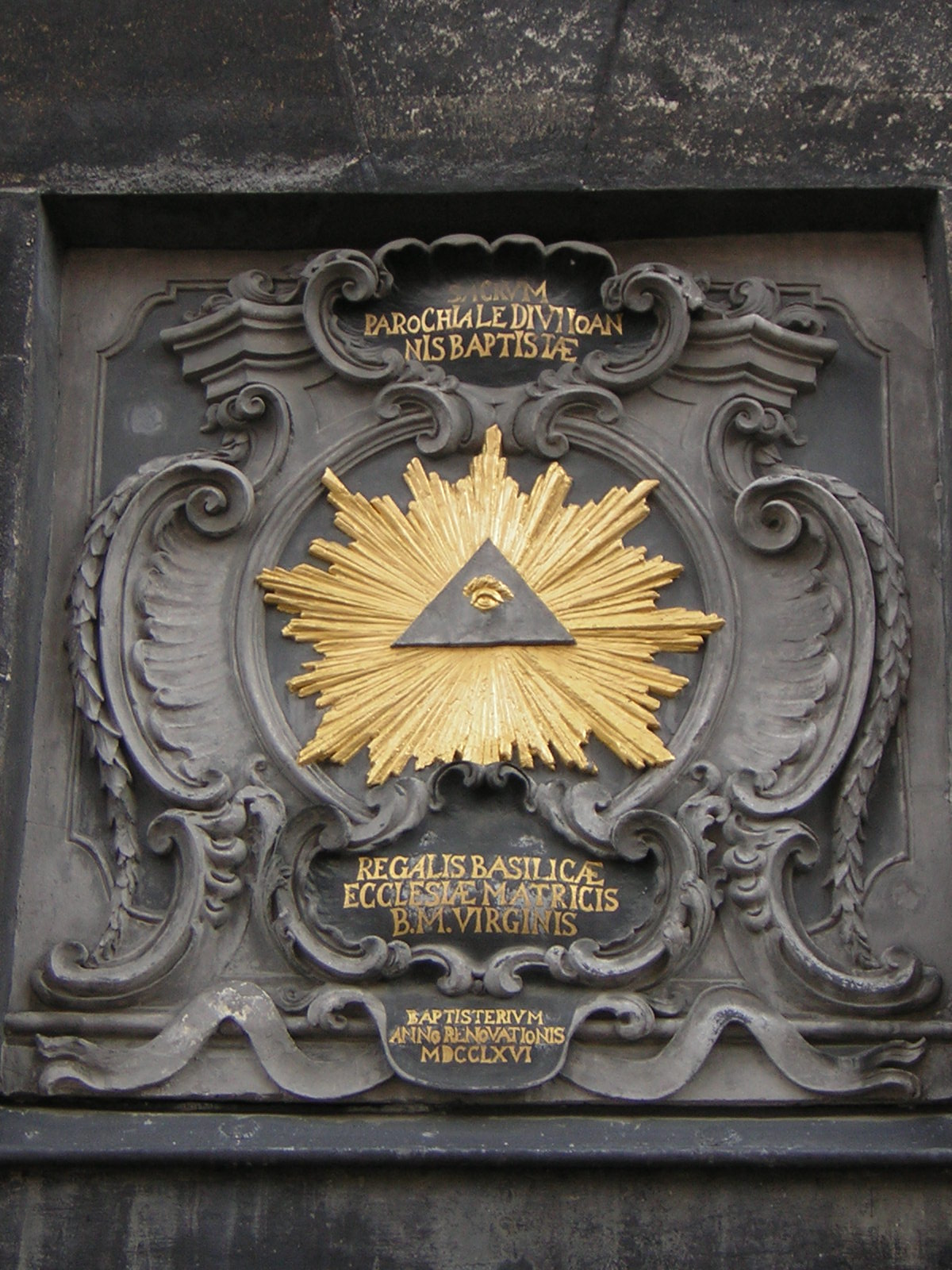
O Olho que Tudo Vê aparece na torre da Catedral de Aachen

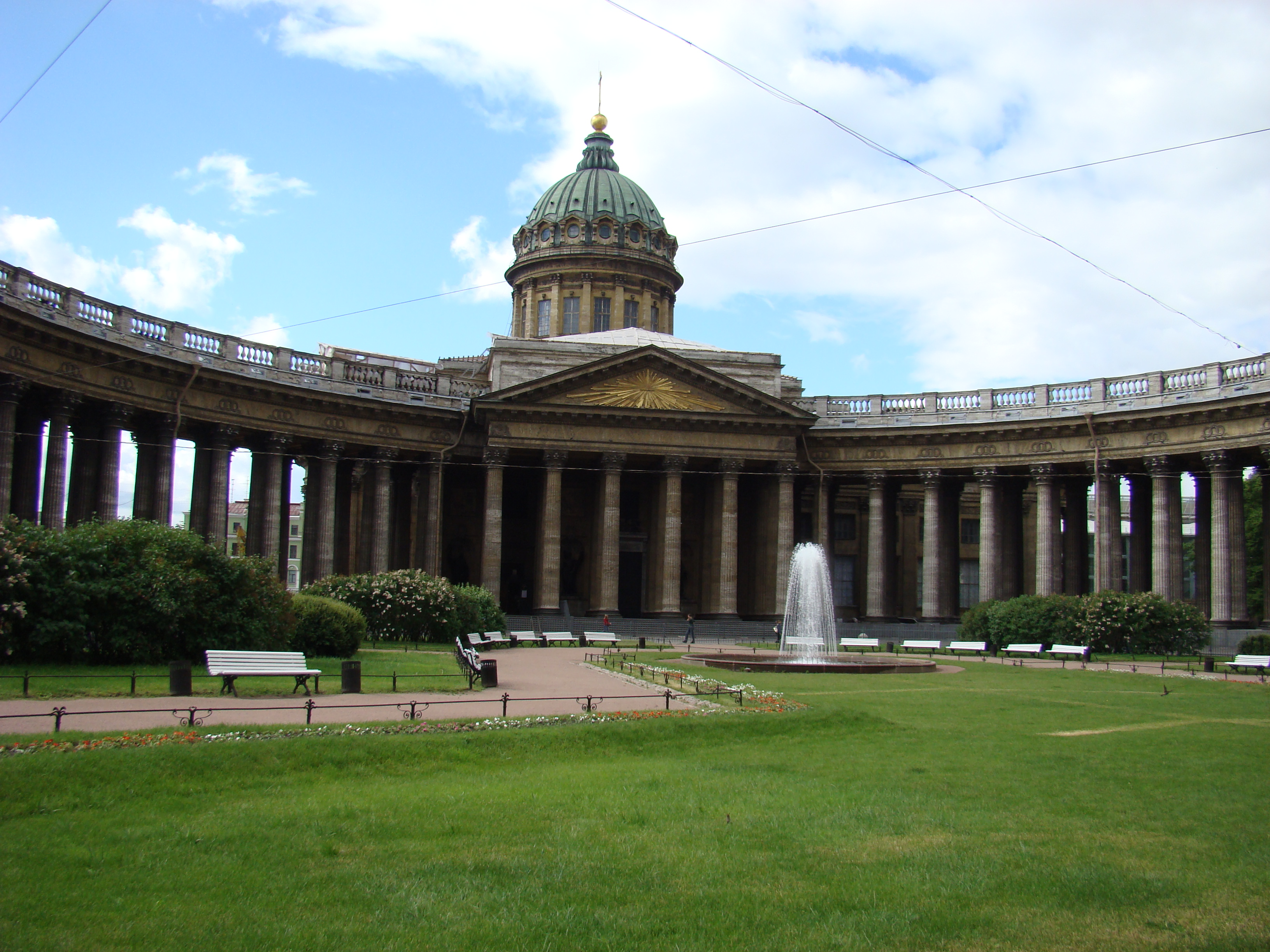
Uma versão do olho no frontão da Catedral de Nossa Senhora de Cazã

- Grande selo dos Estados Unidos da América
  - Várias organizações  Norte-Americanas também incorporam o Olho da Providência em seus logos, apesar de seu uso já estar associado ao Grande Selo.
  - Dólar.
  - Formato do logo do Information Awareness Office.
  - Steve Jackson Games.
- O logo da The All-Seeing Eye, um software projetado para ajudar gamers da Internet a acharem servidores de jogos.
- O Olho da Providência era anteriormente  logotipo da Time Warner antes de sua incorporação com AOL.
- Em O Senhor dos Anéis, Sauron é descrito como tendo um Olho que Tudo Vê. Na trilogia de J. R. R. Tolkien, Sauron é fisicamente manifestado como um olho.
- Em Fullmetal Alchemist Brotherhood, no 60º episódio, o portão da Verdade do Mundo aberto pelo "Pai" é o Olho da Providência que se abre no céu através de um eclipse, que representa a Existência Perfeita, ou seja, Deus.
- Em Gravity Falls, no 19º episódio, aparece um personagem chamado Bill Cipher, que representa o Olho da Providencia que aparece através de uma invocação.
- A banda estadunidense Pearl Jam usou o símbolo como marca de seu quarto álbum, No Code.

- No Brasil, o olho dentro de um triângulo é também um selo de marketing muito antigo e de propriedade das extintas Indústrias de Fósforos Fiat LUX.

- O olho dentro ou na ponta de um triângulo quer dizer alinhamento (mira) e tem origem em assuntos ligados a navegação astronômica.